# Waleri Domowczijski
Waleri Angełow Domowczijski (ur. 5 października 1986 roku w Płowdiwie) – bułgarski piłkarz, grający na pozycji napastnika.
Jest wychowankiem Maricy Płowdiw, ale szybko dostał się do juniorskiej drużyny Lewskiego Sofia. Od początku sezonu 2004–2005 występował w zespole seniorów, najczęściej w pierwszym składzie. Trener Stanimir Stoiłow preferował ustawienie z jednym napastnikiem, którym zwykle był właśnie dwudziestojednoletni Domowczijski. Z Lewskim zdobył dwa tytuły mistrza kraju, również dwukrotnie Puchar, a także dotarł do ćwierćfinału Pucharu UEFA i wystąpił w Lidze Mistrzów (2006–2007).
Przez wielu obserwatorów uważany jest za jeden z największych piłkarskich talentów w Bułgarii.
W reprezentacji Bułgarii zadebiutował 9 maja 2006 w wygranym 2:1 meczu z Japonią. Jednak przez prawie rok nie otrzymywał powoływań. Powrócił do kadry w czerwcu 2007 roku, kiedy selekcjonerem został jego trener klubowy Stoiłow.
Po zakończeniu rundy jesiennej sezonu 2007–2008 wyraził chęć odejścia do klubu zagranicznego. Wkrótce otrzymał propozycje transferu do klubów angielskiej Premier League: Blackburn Rovers i Sunderland AFC. Jednak ostatecznie nie trafił do żadnego z nich, ponieważ nie wydano mu zgody na pracę w Anglii. Na kilka dni (29 stycznia) przez zamknięciem okna transferowego z propozycją wypożyczenia zgłosiła się Hertha BSC. Zarówno piłkarz, jak i władze Lewskiego zaakceptowały warunki przedstawionej przez Niemców umowy. Pół roku później, w maju, zawodnik został kupiony przez niemiecki klub. W 2011 roku przeszedł do MSV Duisburg. Następnie grał w Botewie Płowdiw i Czerno More Warna. W 2014 roku wrócił do Lewskiego, a w 2015 przeszedł do APO Lewadiakos.

## Sukcesy piłkarskie
- mistrzostwo Bułgarii 2006 i 2007, Puchar Bułgarii 2005 i 2007, ćwierćfinał Pucharu UEFA 2006 oraz start w Lidze Mistrzów 2006–2007 z Lewskim Sofia.